# Giacomo Sinibaldi
Giacomo Sinibaldi (ur. 11 października 1856 w Civitella San Paolo, zm. 19 sierpnia 1928) – włoski duchowny rzymskokatolicki, sekretarz Świętej Kongregacji ds. Seminariów i Uniwersytetów.

## Biografia
15 maja 1913 papież Pius X mianował go sekretarzem Świętej Kongregacji ds. Uniwersytetów Rzymskich oraz biskupem tytularnym tyberiadzkim. 30 maja 1913 przyjął sakrę biskupią z rąk sekretarza Kongregacji Świętego Oficjum kard. Mariano Rampolli del Tindaro. Współkonsekratorami byli emerytowany arcybiskup Taranto Pietro Alfonso Jorio oraz emerytowany biskup Gubbio Luigi Lazzareschi.
16 grudnia 1915 papież Benedykt XV mianował go sekretarzem Świętej Kongregacji ds. Seminariów i Uniwersytetów (powstałej z przekształcenia Świętej Kongregacji ds. Uniwersytetów Rzymskich). Urząd ten pełnił do śmierci 19 sierpnia 1928.